# Frente Popular de las Islas Canarias

El FREPIC adoptó la bandera diseñada por Antonio Cubillo con algunos cambios leves.

El Frente Popular de las Islas Canarias o FREPIC-AWAÑAK es un partido político de izquierda que defendía la independencia de España para las Islas Canarias.
FREPIC-AWAÑAK surge a partir de la fusión de organizaciones políticas minoritarias como la Organización para los Comunistas Canarios (OCC), y el Partido Revolucionario Africano de las Islas Canarias (PRAIC), el cual se había originado a partir del Partido de los Trabajadores Canarios (PTC), el brazo político del extinto MPAIAC, liderado por Antonio Cubillo y que no logró atraer grandes apoyos debido a la actividad violenta.

## Objetivos políticos
El Frente Popular de las Islas Canarias (FREPIC-AWAÑAK) se define como una "organización popular” siguiendo la doctrina amaziguista. Sus objetivos fueron:
- Luchar contra los “errores” del autonomismo de la Unión del Pueblo Canario “rechazando abiertamente cualquier propuesta autonomista, incluso aquellas que se reclaman como un paso preliminar hacia la autodeterminación y la independencia.”
- Empezar un movimiento para el establecimiento de la República Popular Canaria independiente, para aglutinar a “los canarios que están en contra del dominio colonial y a quienes están a favor de la independencia política total de España”

## Historia
El FREPIC-AWAÑAK nunca ha sido capaz de lograr representación política institucional y ha quedado un remanente marginal. Sus mejores resultados electorales fueron en 1996, en las elecciones a Cortes Generales, donde lograron bastantes votos. Desde entonces, el FREPIC-AWAÑAK no ha vuelto a participar en ningún tipo de elección. Con el tiempo, los principios independentistas cambiaron y surgió un acercamiento amistoso al gobierno marroquí, incluso de cooperación y ayuda, para demostrar un golpe de fuerza, trazando una estrategia para causar miedo a la Administración Central y obtener más autonomía.
Sus últimas políticas (del 2000 hasta 2012), ha consistido en una dura crítica al Frente Polisario y a la posición del Gobierno de España en el conflicto del Sáhara Occidental, así como un apoyo al Reino de Marruecos, que puede sugerir que el FREPIC está acercándose al gobierno marroquí, y que Marruecos probablemente estaría financiando el partido.
Actualmente el FREPIC-AWAÑAK sólo existe en Gran Canaria. Su secretario general es Tomás Quintana.